# Arcón

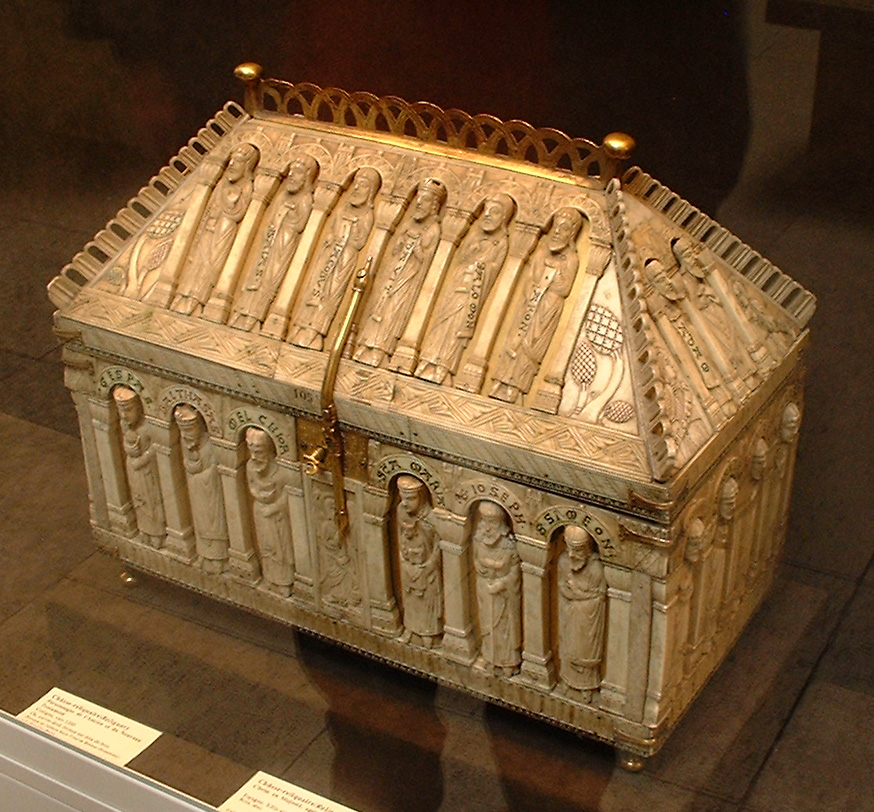
Arqueta medieval

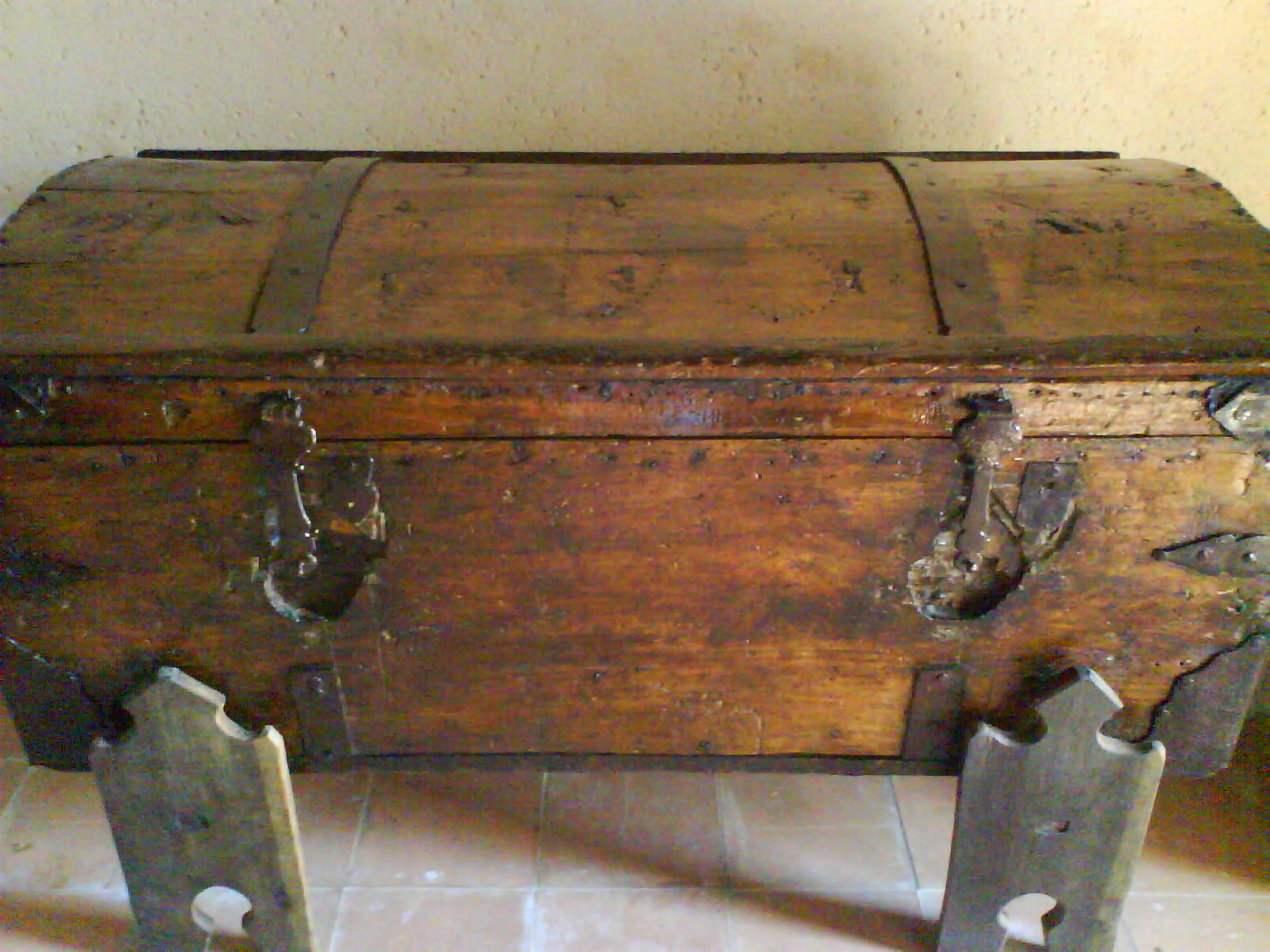
Baúl español del, de los denominados de dos llaves.

El cofre (también, arcón o, en sus dimensiones menores, arca) es un mueble en forma de caja cerrada que se destina a guardar objetos varios como ropa de cama, enseres y otros. El arcón y otros muebles similares, cuyo destino es estar en las habitaciones, se apoyan sobre pies más o menos elevados o sobre un banquillo, salvo las arquetas y cofrecillos, debido a sus pequeñas dimensiones.

## Historia
El arca y el cofre de madera con pies elevados se han descubierto en tumbas egipcias como la de Amenhotep III del siglo XV a. C. adornados con incrustaciones y pinturas. Entre los griegos, el arca tenía forma cuadrangular y pies cortos. Siguió con esta misma forma entre los romanos, quienes la reforzaban con placas de hierro o de bronce. Durante el Imperio, llegaron a tener cerradura y llave ambas en materiales como el bronce o el hierro. Durante la Edad Media se recubrían con piel o con tela pintada y se reforzaban con herrajes o se adornaban con guarniciones de metal, constituyendo el arca uno de los principales muebles de las habitaciones. Las de marfil o de plata o de bronce esmaltado, bastante comunes en la Edad Media eran arquetas para guardar joyas o para contener reliquias.

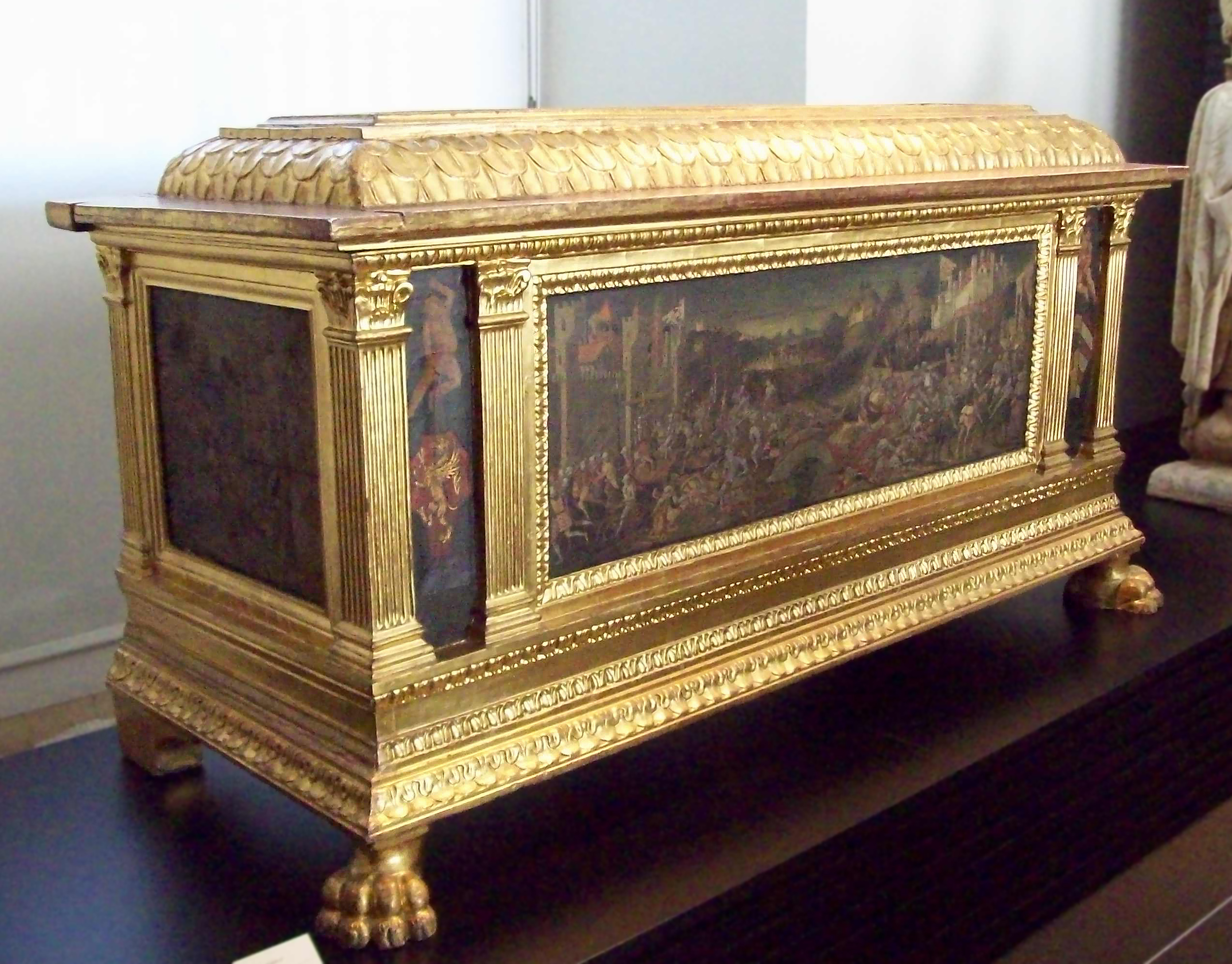
Arcón nupcial florentino del.

Desde el siglo XIV aparecen las arcas y los cofres adornados con relieves o con guadameciles repujados y en ocasiones con incrustaciones permaneciendo en esta forma los tres siglos siguientes hasta que el uso de las cómodas y armarios hizo desaparecer de la habitación el arca y otros similares como objetos o muebles de lujo. En el Renacimiento, muchos cofres o arcas admiten la forma de urna con movidas líneas curvas y reciben decoraciones de gusto plateresco. Las arcas más elegantes de toda esta época se conocen como arcas de novia o cofres nupciales porque solían enviarse por el esposo a su prometida en la víspera de la boda. De estos muebles, son famosos por sus figuras en relieve y sus incrustaciones los venecianos y florentinos del siglo XVI.  
En el siglo XVII en Castilla son muy comunes en la zona de Valladolid las arcas de nogal, y cuando se fabrican más al norte son de castaño.

## Muebles relacionados
Algunos muebles similares al arcón son los siguientes:
- Si el arcón tiene la cubierta convexa o abombada se le llama cofre.
- Si su utilización es la de gran maleta para servir en los viajes, se denomina baúl.
- Cuando la cubierta de los arcones se presenta plana o inclinada a dos vertientes se llama arqueta.
- Si la cubierta tiene forma de pirámide truncada se denomina arqueta tumbada que es propia del estilo árabe.

## Expresiones relacionadas
- Arca llena y arca vacía: entrada por salida, continua alternativa o alta y baja de fondos en casa de los comerciantes, que unas veces tienen mucho dinero y otras están sin un cuarto. Se aplica por extensión a otros muchas conceptos.
- En arca abierta, el justo peca: igual a la ocasión hace ladrón, conviene huir de toda ocasión próxima de claudicar
- En arca de avariento el diablo está de asiento: la fealdad de la avaricia solo puede correr parejas o equipararse con la que suponemos en el demonio
- Arcas: las tesorerías, la pieza donde se guarda el dinero en las tesorerías, los cajones que lo contiene, etc.
- Hacer arcas: abrir las arcas de las tesorerías con asistencia de los claveros, para recibir, contar o entregar alguna cantidad[3]